# 전기자동차를 누가 죽였나?
《전기자동차를 누가 죽였나?》(영어: Who Killed the Electric Car?)는 크리스 페인 감독의 2006년 미국 다큐멘터리 영화이다. 미국내 배터리식 전기자동차(BEV)의 태동과 현대적 개발, 제한된 상업화, 뒤따른 절멸 과정을 그려냈다. 영화는 특히 제너럴 모터스 EV1에 집중한다. 마틴 신이 해설을 맡고, 제시 디터 등이 제작에 참여하였다. 

## 개요
1990년 캘리포니아 공기 자원 위원회가 무공해 차량(ZEV) 명령을 통과시키면서 캘리포니아에서 가솔린 차량을 판매하는 자동차 공급 회사 대상으로 전기차량 제조가 의무화된다. 이에 크라이슬러, 포드 모터 컴퍼니, 제너럴 모터스, 혼다, 닛산, 토요타 등에서 전기차를 고안하게 된다.
그러나 자동차 제조 회사들과 석유 업계가 수소 자동차의 미래를 과대 선전하는 한편 고소 위협을 하고 조지 W. 부시 정부에서도 압력을 넣으면서 캘리포니아 공기 자원 위원회는 명령을 철회하고 만다. GM은 심지어 캘리포니아 주정부에 전기 자동차 소비자가 존재하지 않는다고 주장하기 위해 임대된 EV1를 전량 회수하여 폐차했으며 잔존 가액을 배상하라는 운전자들 요청에 답하지 않았다. 배우 알렉산드라 폴과 콜렛 디바인 등 일부 활동가들은 파괴될 예정인 EV1을 실은 자동차 운반차를 막고 시위를 하다가 체포되기도 하였다.
석유 업계에서 전기자동차를 죽인 동기로는 운송 연료 독점 문제가 제시된다. 자동차 업계는 전기자동차 개발에 드는 단기 비용을 우려했으며, 전기자동차가 상대적으로 유지비가 적게 들고 정기 점검이 덜 필요하기에 장기 수입 감소를 예상했을 것이라 분석된다. 이에 GM 대변인은 EV1 최대 도달 거리가 전하당 마일 80-100에 불과했으며 가격이 비쌌기 때문이라고 반박하기도 한다.
영화는 수소 자동차 전망을 어둡게 보는 한편 플러그인 하이브리드의 미래를 낙관하고, 당시 개발 중이었으며 영화 개봉 2년 후에 출시된 테슬라 로드스터도 소개한다.

## 출연
- 랠프 네이더
- 앨런 로언솔
- 필리스 딜러
- 에드 베글리 주니어
- 피터 호턴
- 알렉산드라 폴
- 멜 깁슨
- J. 캐런 토머스
- 콜렛 디바인 - 배우, 운동가, J. 캐런 토머스 동거자
- 첼시 섹스턴 - 전기차 운동가, 전 EV 판매 대리인
- S. 데이비드 프리먼 - 환경·에너지 전문가
- 폴 스콧 - 환경운동가
- 폴 로버츠 - 언론인
- 톰 행크스 - 과거 촬영분
- 마틴 신 - 해설

## 기타 제작진
- 공동 제작: 캐시 와이스
- 협력 제작: 제프 스틸, 내털리 아틴

## 같이 보기
- 배터리식 전기자동차
- 전기차량
- 하이브리드 차량
- 수소 자동차
- 플러그인 하이브리드